# Thrombosthenin
Als Thrombosthenin oder Retraktozym wurden in den 1960er Jahren aus Thrombozyten (Blutplättchen) bei der Blutgerinnung freigesetzte kontraktile Proteine bezeichnet, die unter ATP-Verbrauch in Gegenwart von Calcium-Ionen das Zusammenziehen (Retraktion) des Gerinnsels bewirken und die Festigkeit der Plättchenmasse sowie ihr Haften an der Gefäßwand verstärken. Da anfangs vermutet wurde, dass es sich hierbei um ähnliche Proteine wie bei dem aus Muskelzellen bekannten Aktin-Myosin-System handeln würde, wurden entsprechend „Thrombosthenin A“ und „Thrombosthenin M“ unterschieden. Später konnte nachgewiesen werden, dass es sich bei „Thrombosthenin“ tatsächlich um Aktin und Myosin handelt, so dass die Bezeichnung „Thrombosthenin“ heute nicht mehr gebräuchlich ist.